# کاخ چای‌خوران
کاخ چای‌خوران از بناهای مربوط به دوره پهلوی اول است و در جنوب میدان معلم چالوس و در محوطه کاخ، جنب دادگستری واقع شده است. این اثر در تاریخ ۲۶ اسفند ۱۳۵۳ با شمارهٔ ثبت ۱۰۴۵ به‌عنوان یکی از آثار ملی ایران به ثبت رسیده است. این بنا در محوطه‌ای به وسعت حدود ۴۰۰۰ متر مربع و در یک طبقه و زیرزمین ساخته شده است. دو ورودی اصلی بنا در ضلع‌های شرقی و غربی واقع هستند و فضاهای داخلی ساختمان از دو بخش اصلی و خدماتی تشکیل شده است که توسط راهروی میانی به هم متصل شده‌اند. بخش اصلی این بنا شامل بالکن ستون‌دار شمالی و دو تالار مربع شکل در قسمت جنوبی و یک تالار مستطیلی در جهت شمالی-جنوبی می‌باشد که با تزئینات زیبای گچ‌بری مزین شده است. بخش خدماتی شامل دو اتاق و آبدارخانه و دو ایوان در قسمت‌های شرقی و غربی است. امروزه این مکان تاریخی زیبا توسط بخش خصوصی بازسازی شده و به عنوان رستوران از آن استفاده می‌گردد.